# Candoso (Santiago)
Candoso (Santiago) (oficialmente; também usado Santiago de Candoso) é uma povoação portuguesa do Município de Guimarães que foi sede da extinta Freguesia de Santiago de Candoso, freguesia que tinha 2,6 km² de área e 2 163 habitantes (2011), e, por isso, uma densidade populacional de 831,9 hab/km².
A Freguesia de Santiago de Candoso foi extinta em 2013, no âmbito de uma reforma administrativa nacional, para, em conjunto com a Freguesia de Mascotelos, formar uma nova freguesia denominada União das Freguesias de Candoso São Tiago e Mascotelos da qual é a sede.
Santiago de Candoso está localizada a apenas 3 km a sudoeste da sede do Município de Guimarães. Tem duas partes, um densamente povoada, e outra menos povoada. Dispõe de uma excelente localização, muito próxima da cidade de Guimarães, e com ótimos acessos à cidade. 
Tem a sede Associação de antigos Paraquedistas, um Hospital Privado e ainda vários equipamentos da Cidade Desportiva de Guimarães como o parque de lazer e desportivo, um parque aquático que inclui as piscinas municipais, e um campo de futebol com pista de atletismo, onde joga o GRCD Santiago de Candoso.

## Património
Casa de Sezim

## População
| População da freguesia de Candoso (Santiago) (1864 – 2011) | População da freguesia de Candoso (Santiago) (1864 – 2011) | População da freguesia de Candoso (Santiago) (1864 – 2011) | População da freguesia de Candoso (Santiago) (1864 – 2011) | População da freguesia de Candoso (Santiago) (1864 – 2011) | População da freguesia de Candoso (Santiago) (1864 – 2011) | População da freguesia de Candoso (Santiago) (1864 – 2011) | População da freguesia de Candoso (Santiago) (1864 – 2011) | População da freguesia de Candoso (Santiago) (1864 – 2011) | População da freguesia de Candoso (Santiago) (1864 – 2011) | População da freguesia de Candoso (Santiago) (1864 – 2011) | População da freguesia de Candoso (Santiago) (1864 – 2011) | População da freguesia de Candoso (Santiago) (1864 – 2011) | População da freguesia de Candoso (Santiago) (1864 – 2011) | População da freguesia de Candoso (Santiago) (1864 – 2011) |
| ---------------------------------------------------------- | ---------------------------------------------------------- | ---------------------------------------------------------- | ---------------------------------------------------------- | ---------------------------------------------------------- | ---------------------------------------------------------- | ---------------------------------------------------------- | ---------------------------------------------------------- | ---------------------------------------------------------- | ---------------------------------------------------------- | ---------------------------------------------------------- | ---------------------------------------------------------- | ---------------------------------------------------------- | ---------------------------------------------------------- | ---------------------------------------------------------- |
| 1864                                                       | 1878                                                       | 1890                                                       | 1900                                                       | 1911                                                       | 1920                                                       | 1930                                                       | 1940                                                       | 1950                                                       | 1960                                                       | 1970                                                       | 1981                                                       | 1991                                                       | 2001                                                       | 2011                                                       |
| 279                                                        | 253                                                        | 295                                                        | 322                                                        | 290                                                        | 311                                                        | 366                                                        | 445                                                        | 499                                                        | 777                                                        | 930                                                        | 1 068                                                      | 1 232                                                      | 2 004                                                      | 2 163                                                      |